# Polymeria longifolia
Polymeria longifolia är en vindeväxtart som beskrevs av John Lindley. Polymeria longifolia ingår i släktet Polymeria och familjen vindeväxter. Inga underarter finns listade i Catalogue of Life.